# (116) Sirona
(116) Sirona és un asteroide que pertany al cinturó d'asteroides descobert el 8 de setembre de 1871 per Christian Heinrich Friedrich Peters des de l'observatori Litchfield de Clinton, als Estats Units d'Amèrica. Rep el nom per Sirona, una deessa de la mitologia grega. Orbita a una distància mitjana de 2,766 ua del Sol, i pot allunyar-se'n fins a 3,159 ua. Té una excentricitat de 0,1418 i una inclinació orbital de 3,563°. Completa una òrbita al voltant del Sol 1.680 dies.